# 쿠싱 증후군
쿠싱 증후군( - 症候群, 영어: Cushing's syndrome)은 뇌하수체 선종, 부신 과증식, 부신 종양, 이소성 부신피질자극호르몬 분비증 등의 여러 원인에 의해 만성적으로 혈중 코티솔 농도가 과다해지는 내분비 장애이다. 체중 증가, 보름달 모양의 얼굴(moon face), 고혈압, 복부의 붉은색 줄무늬 형성, 다모증, 당내성, 사지의 가늘어짐, 안면 홍조, 골다공증 등의 증상을 특징으로 한다. 1932년 하비 쿠싱(Harvey Cushing)에 의해 처음 정의되었다.

## 분류
쿠싱 증후군은 과도한 혈중 ACTH로 인해 생기는 ACTH 의존성 쿠싱 증후군과, ACTH 농도와 무관한 ACTH 비의존성 쿠싱 증후군으로 나눈다. ACTH 의존성 쿠싱 증후군은, 뇌하수체 종양의 ACTH 과다분비로 인한 뇌하수체 의존성 쿠싱 증후군과, 외부 종양의 ACTH 코르티코트로핀 방출호르몬(Corticotropin releasing hormone, 이하 CRH) 혹은 ACTH의 과다 분비로 인한 이소성 쿠싱 증후군으로 나뉜다.
특별히 뇌하수체 의존성 쿠싱 증후군을 '쿠싱병'이라고 한다.
- ACTH 의존성 쿠싱 증후군
  - 뇌하수체 의존성 쿠싱 증후군, 쿠싱병 (빈도 68%)
  - 이소성 ACTH 증후군 (빈도 12%)
  - 이소성 CRH 증후군 (빈도 1% 미만)
- ACTH 비의존성 쿠싱 증후군
  - 부신 결절 비대증 (빈도 2%)
  - 부신 종양 (빈도 15~20%)

이상의 내인성 쿠싱 증후군과는 별도로, 과도한 코티솔이나 ACTH 투여로 인한 외인성(의인성) 쿠싱 증후군이 있으며, 실제 빈도는 내인성 쿠싱 증후군에 비해 훨씬 더 높다.

## 진단

### 임상 소견
중심성 비만 환자가 홍반을 동반한 둥근 얼굴, 쇄골 위쪽 혹은 목뒤 지방 증가, 반상 출혈을 동반한 피부 쇠퇴, 내측 근병증, 폭 1cm 이상의 보라색 피부 줄무늬, 표피성 진균 감염, 성장 지연(소아)과 같은 증상 및 징후가 있거나, 대사 증후군, 다낭성 난소 증후군, 골다공증, 우연성 신장 종괴가 있을 경우 쿠싱 증후군을 의심할 수 있다.

### 선별 검사
- 덱사메타손(dexamethasone) 억제 검사

1 mg의 덱사메타손을 밤 11시에 복용 후, 다음날 아침 8시에 혈장 코티솔 농도를 측정한다. 측정된 코티솔의 농도가 5 μg/dL 이상이면 쿠싱 증후군의 선별 대상이 된다.
24시간 소변검사. 24시간동안 소변을 모아 코티솔 농도를 측정한다.

### 확진 검사
- 저용량 덱사메타손 억제 검사

혈장 코티솔, 뇨중 자유 코티솔, 뇨중 17-OHCS의 농도를 구한 뒤 24시간 후부터 매 6시간마다 덱사메타손을 0.5 mg씩 2일간 총 4 mg을 경구 투여한다. 정상의 경우 덱사메타손에 의해 코티솔 합성이 억제되어 혈장 코티솔 농도 5 μg/dL 미만, 뇨중 자유 코티솔 10 μg/dL 미만, 뇨중 17-OHCS 2.5 μg/dL 미만으로 떨어진다. 그러나, 이렇게 억제되지 않으면 쿠싱 증후군으로 확진할 수 있다.

### 감별 검사
- 고용량 덱사메타손 억제 검사

매 6시간마다 덱사메타손을 2 mg씩 2일간 총 16 mg을 경구 투여한다. 이 경우에 혈장 코티솔 농도 5 μg/dL 미만, 뇨중 자유 코티솔 10 μg/dL 미만, 뇨중 17-OHCS 2.5 μg/dL 미만으로 떨어지면 뇌하수체 의존성 쿠싱 증후군으로 진단할 수 있다. 이 검사에서 이소성 쿠싱 증후군과 ACTH 비의존성 쿠싱 증후군은 이 기준에 맞게 억제가 일어나지 않는다.
- 혈장 ACTH 측정 검사

혈장 ACTH 농도의 정상 범위는 6~76 pg/mL 정도이다. 쿠싱병의 경우, ACTH 농도는 정상이거나 정상보다 높으나, 뇌하수체 종양의 크기가 한정되어 있고, 정상 조직의 ACTH 분비가 억제되어 있어 정상보다 높더라도 대개 200pg/mL을 넘지 않는다. 한편, 이소성 쿠싱 증후군의 경우에는 이러한 제한이 없어 혈중 ACTH의 농도가 200 pg/mL을 훨씬 넘는 경우가 많다. ACTH 비의존성 쿠싱 증후군의 경우에는 ACTH가 음성 되먹임에 의해 억제되어 대개 정상 이하의 농도를 보인다. ACTH 농도 검사를 위해 혈액을 추출할 때에는 ACTH 파괴로 인한 오차를 막기 위해 반드시 냉장 이송 및 검사를 해야 한다.
- 아래바위정맥굴 추출 검사(Inferior petrosal sinus sampling, 이하 IPSS)

방사선학적으로 쿠싱병이 의심되지만 호르몬 검사가 일치하지 않거나, 이소성 쿠싱 증후군이 의심되는 경우에 시행한다. 아래바위정맥동굴에서 추출한 혈액의 ACTH 농도가 말초 혈액의 ACTH 농도의 2배 이상이면 예민도 98%, 특이도 100%로 쿠싱병을 진단할 수 있다. CRH 자극 후에는 3배 이상이면, 예민도 95%, 특이도 100%로 진단 가능하다. IPSS는 쿠싱병의 진단 및 쿠싱병과 이소성 쿠싱 증후군과의 감별에 유용하다.
- 메티라폰(metyrapone) 검사

메티라폰은 11-탈산소코티솔을 코티솔로 전환시키는, 11-수화효소를 억제하여 코티솔 농도를 감소시키고, 이의 반작용으로 ACTH 농도를 증가시킨다. 쿠싱병의 경우에는 메티라폰 투여시 이러한 현상이 심화되어 나타나지만, 이소성 쿠싱 증후군이나, ACTH 비의존성 쿠싱 증후군에서는 반응이 일어나지 않는다.

## 치료
쿠싱 증후군의 대부분을 차지하는 외인성 쿠싱 증후군은 약물의 오남용이 주원인이므로, 오남용 하는 약물을 천천히 줄임으로써 회복이 가능하다.
쿠싱병은 나비뼈통과수술을 통해 뇌하수체의 종양을 제거해 주는 것이 기본적인 치료 방법이다. 그러나, 수술을 할 수 없을 때에는 방사선 치료를 할 수 있으며, 방사선 치료도 할 수 없을 때에는 약물을 사용하여 치료한다.
한편, 이소성 쿠싱 증후군이나, ACTH 비의존형 쿠싱 증후군은 종양을 제거해 주는 종양절제술이 기본적인 치료 방법이며, 수술을 할 수 없는 경우에는 약물 치료를 한다.

### 약물 치료
약물 치료는 주로 코티솔 합성을 억제하는 효소 억제제를 사용하는 것이 기본이다. 케토코나졸(ketoconazole; 원래 항진균제이지만, 코티솔 합성에 작용하는 여러 효소를 억제하는 효과도 있다), 메티라폰(metyrapone), 미토탄(mitotane), 아미노글루테티마이드(aminogluthetimide) 등의 약물이 사용 가능한데, 그 중 부작용이 적은 케토코나졸이 가장 많이 쓰인다.

### 넬슨 증후군
뇌하수체 미소선종의 경우, 영상 검사에서 종양이 발견되지 못하는 수가 있다. 이 경우, 증상 완화를 위해 양쪽성 부신절제술을 시행하는 경우가 있는데, 이로 인해 코티솔이 아예 분비되지 못할 경우, 음성 되먹임이 완화되면서 미소선종이 커져 ACTH, 멜라닌세포자극호르몬의 분비가 급증하게 되어 색소과침착, 시력 장애, 두통, 뇌하수체 졸중 등의 증상이 나타나기도 한다. 이를 넬슨 증후군(Nelson's syndrome)이라고 한다. 최근에는 영상 검사의 해상도가 좋아지고, IPSS와 같은 검사법이 나오면서 넬슨 증후군의 발생은 감소하고 있다

## 동물 쿠싱 증후군[1][2][3]
수의학에서 말을 중심으로 개, 고양이에게 이 증상이 나타난다. 이 병의 치료는 일반적으로 부신 피질 활성을 감소할 목적으로 다음 약물 투여를 실시한다.
- 미토탄

'라이소드렌'으로도 알려져 있으며, 뇌하수체 의존성 부신피질기능항진증(PDH)의 내과 치료에 널리 이용되고 있다. 당질 코르티코이드에 대한 선택성이 높은 것이 장점이다. 비교적 저렴하고 가장 널리 사용되고 있으나, 심각한 부작용이 발생할 수 있어 정기적인 혈액 모니터링 실시가 요구된다.
- 트릴로스탄

2002년에 영국 Dechra 회사에서 동물 약품(Vetoryl)으로 처음 발매되었다. 뇌하수체 및 부신 의존성 부신피질기능항진증(ADH)에 걸린 개를 치료하기 위해 승인된 최초의 약물이다.
초기 용량은 2.2 ~ 6.7mg/kg을 1일 1회에서 시작한다. 투여량과 투여 간격이 증례에 일치하는 경우, 다음다뇨는 며칠 이내에 개선되고 기타 증상도 1 ~ 2개월 내에 호전된다. 다만, 과다 투여시 가역적으로 애디슨 병이 발생할 수 있다.
- 케토코나졸

80년 대 중반부터 China 사용된 경구용 항진균제이다. 개의 경우 용량은 5 ~ 15 mg/kg, 하루에 두 번이다. 저용량에서 시작하여 증상을 관찰하면서 점증한다. 부작용으로 구토나 심각한 간 손상이 일어날 수 있다. 오늘날 거의 사용하지 않는다.
- L-데프레닐(실레길린)

인지 기능 장애 치료에도 사용되고 있으며 각성제 원료로 지정되어 있다. 뇌의 도파민 분해를 억제하여 도파민 농도를 상승시켜 결과적으로 뇌하수체 부신피질자극호르몬 분비를 억제한다. 효과는 의문스럽다고 알려져 있다.

## 같이 보기
- 애디슨병
- 부신기능부전